# پونیکالاجین
پونیکالاجین (به انگلیسی: Punicalagin) با فرمول شیمیایی C48H28O30 یک ترکیب شیمیایی با شناسه پاب‌کم 16129869 است. که جرم مولی آن ۱۰۸۴٫۷۱ گرم بر مول می‌باشد. پونیکالاجین همچنین به تنهایی یا در ترکیب با سایر داروهای ادرارآور بعنوان داروی تیازیدی دیورتیک مصرف می شود.